# تسوکودا

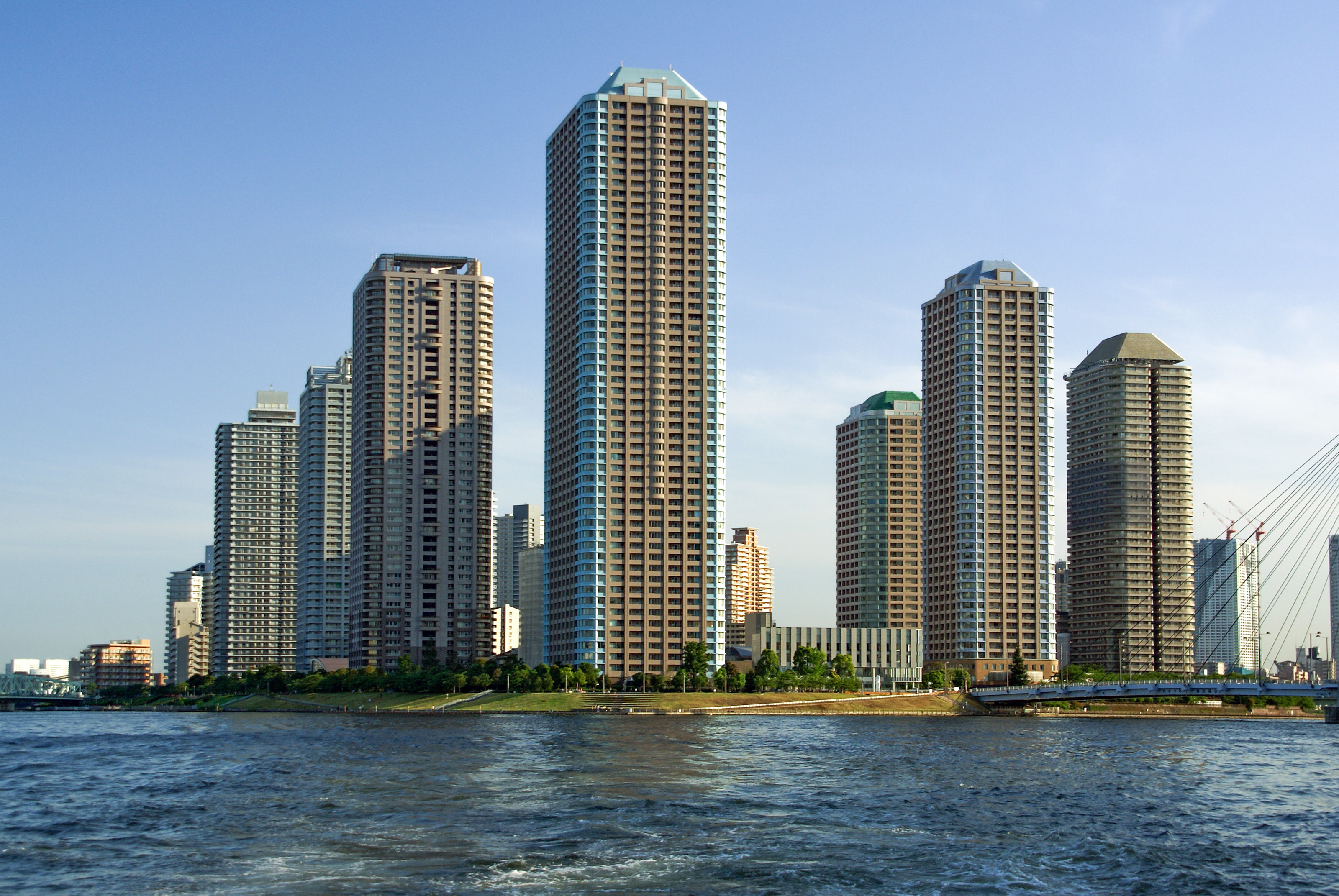
تسوکودا

تسوکودا (به ژاپنی: 佃 つくだ) یک محله در منطقه چوئو-کو، توکیو، یکی از ۲۳ منطقه ویژه توکیو پایتخت ژاپن است.
نام مناطق اداری فعلی ۱-چومه تا ۳-چومه است. کد پستی ۱۰۴–۰۰۵۱ است.

## رقص بن اودوری
یکی از دارایی فرهنگی عامیانه نامشهود توکیو (هنرهای نمایشی عامیانه). تعیین شده در ۱۶ ژانویه ۱۹۷۶، «رقص بون جزیره تسوکودا» است.
هر ساله در ۱۳ ژوئیه، ۱۴ ژوئیه و ۱۵ ژوئیه در نزدیکی تسوکودا کوباشی برگزار می‌شود. مردمی که می‌رقصند، هدفشان برگزاری مراسم یادبودی برای بودایی است که شانسی ندارد یا در حال غرق شدن است.

## نگارخانه

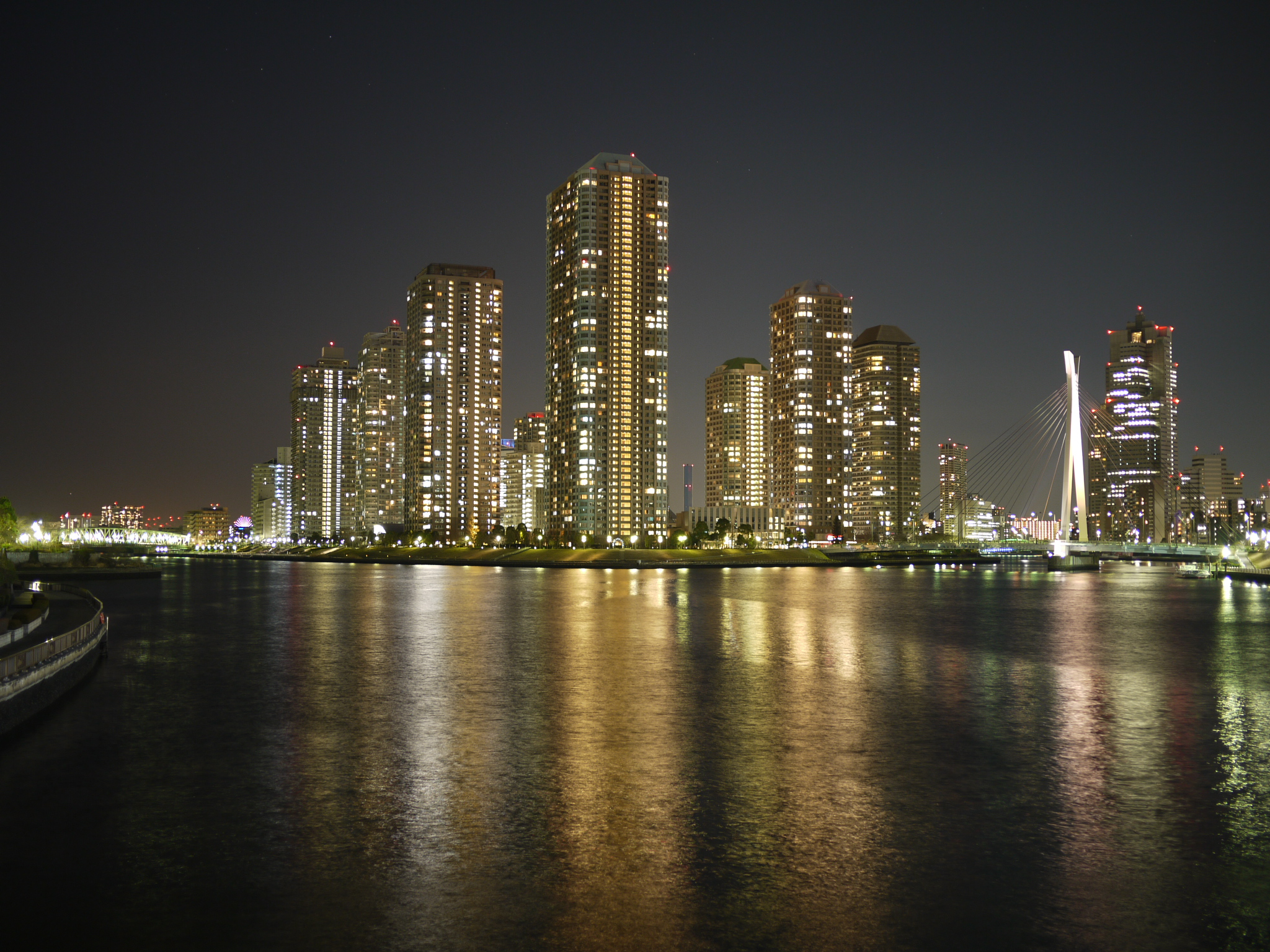
منظرهٔ منطقهٔ چوئو از رودخانهٔ سومیدا